# Desaparición de Rachel Antonio
Rachel Joy Antonio (20 de marzo de 1982 - Bowen, Queensland; 25 de abril de 1998) era una adolescente australiana que se cree fue asesinada en la ciudad de Bowen, ubicada en la región australiana de Queensland.
Robert Paul Hytch fue acusado del asesinato de Antonio, pero en un juicio celebrado en 1999 un jurado lo declaró inocente de asesinato, pero culpable de homicidio involuntario. Fue condenado a nueve años de cárcel, pero el veredicto fue anulado en apelación y Hytch fue juzgado de nuevo en 2001, siendo absuelto.
En 2016, tras una investigación forense de 12 días, el juez de instrucción de Queensland David O'Connell emitió sus conclusiones en Bowen. Determinó que Robert Hytch probablemente había matado a la joven y había ocultado su cuerpo. Sin embargo, O'Connell no pudo determinar la causa precisa de la muerte ni dónde se encontraban los restos.
El cuerpo de Antonio nunca fue localizado. Actualmente se ofrece una recompensa de 250 000 dólares a quien revele el paradero de sus restos.

## Trasfondo

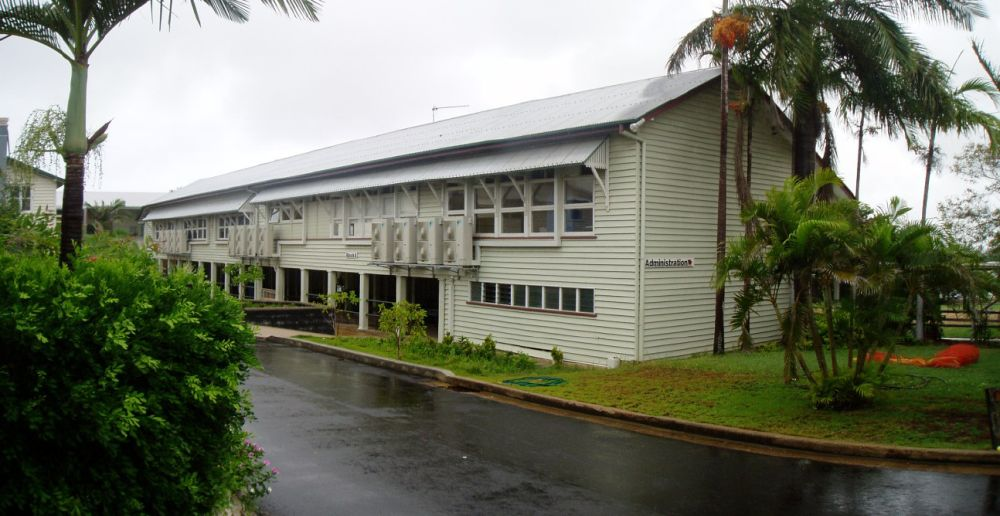
Imagen del instituto al que acudió Rachel Antonio en Bowen.

Antonio vivía con su familia en la localidad de Bowen, al norte de Queensland, donde se había criado. Era la cuarta hija de Ian y Cheryl Antonio y estudiaba en el Bowen State High School. Las actividades extraescolares de Antonio se centraron en el voluntariado con Surf Life Saving Australia y en el servicio con los cadetes de la Real Fuerza Aérea Australiana. Valoró su experiencia con los cadetes de las Fuerzas Aéreas, ya que su intención era seguir una carrera en las Fuerza de Defensa Australiana.
Como el 25 de abril es el día nacional en que Australia, que conmemora el Día ANZAC, Antonio había asistido a una ceremonia escolar en homenaje el 24 de abril y luego al servicio local al amanecer del 25 de abril antes de marchar en el desfile callejero local más tarde esa misma mañana. Aproximadamente a las 6 de la tarde del 25 de abril, su madre la llevó al cine Summer Garden en la esquina de Beach Avenue y Murroona Street, en Bowen, para ver la proyección de El indomable Will Hunting a las 7 de la tarde. Sin embargo, el propietario del cine, que conocía a la joven, siempre ha mantenido que nunca vio la película. Más tarde se determinó que Antonio había caminado hasta el final de Beach Avenue, a 200 metros del cine.
Los testigos la vieron salir de la playa aproximadamente a las 18:45 horas y la última vez que se la vio fue caminando por la explanada de Queen's Beach.
Las anotaciones en el diario descubiertas tras la desaparición de Antonio parecían sugerir que había mantenido una relación sexual con Robert Hytch, capitán de salvamento marítimo. Sin embargo, Hytch mantuvo que no había mantenido ninguna relación con ella ni estaba implicado en su desaparición.

## Juicios
Hytch fue acusado del asesinato de Antonio y fue juzgado en 1999, donde un jurado lo declaró culpable de homicidio involuntario pero no de asesinato. Las anotaciones del diario fueron declaradas inadmisibles durante el juicio y Hytch declaró bajo juramento que no había mantenido ninguna relación con Antonio. Hytch cumplió nueve meses de su condena antes de que ésta fuera anulada tras una apelación. Volvió a ser juzgado en 2001, pero fue absuelto.

## Investigación

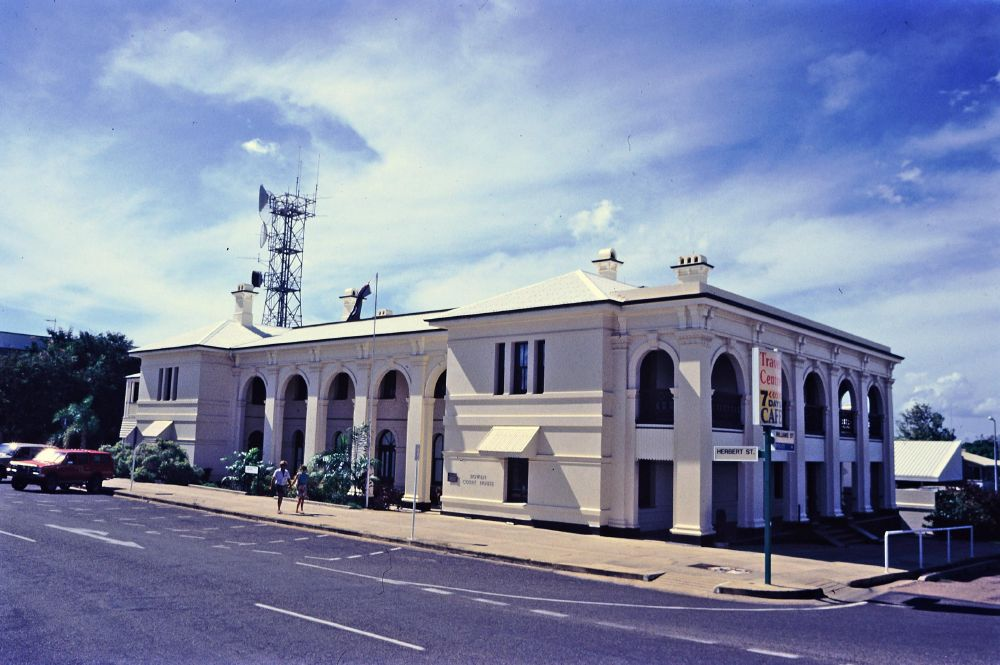
Sede del Tribunal de Bowen, en 1995.

Desde la desaparición de Antonio, sus padres habían presionado para que se llevara a cabo una investigación forense sobre la muerte de su hija. A lo largo de 2014 y 2015 se llevó a cabo una exhaustiva investigación forense sobre la desaparición de Antonio. Se abrió el 26 de mayo de 2014 y se escucharon pruebas a lo largo de tres periodos de tiempo distintos: entre el 21 y el 25 de julio de 2014, entre el 1 y el 5 de septiembre de 2014 y entre el 15 y el 17 de junio de 2015.
El padre de Antonio, Ian Antonio, se vio implicado en varios incidentes con miembros de los medios de comunicación que se encontraban en Bowen para cubrir la investigación, el más grave de los cuales fue una supuesta agresión al fotógrafo jefe del Townsville Bulletin, Scott Radford-Chisolm. Al salir del juzgado de Bowen con su esposa el 16 de junio de 2015, Ian Antonio supuestamente atacó a Radford-Chisolm y le propinó repetidos puñetazos en la cabeza. La supuesta agresión a Radford-Chisolm llevó al director del Townsville Bulletin, Lachlan Heywood, a declarar: "Es un caso delicado. Obviamente, comprendemos la presión a la que está sometida la familia, pero este periódico... también ha hecho un gran esfuerzo para que se lleve a cabo esta investigación. Él (Radford-Chisolm) no estaba siendo invasivo. Tengo entendido que Ian, el padre, se esforzó mucho por llegar hasta él". Ian Antonio también había golpeado antes supuestamente a una periodista de Seven News en la cabeza con su propio micrófono.

## Conclusiones del caso
El forense David O'Connell describió los 12 días de pruebas como una cantidad de tiempo "extraordinaria" para una investigación forense, pero "comprensible" cuando había implicado 367 declaraciones de testigos, más de 2 600 páginas de transcripciones judiciales, siete entrevistas policiales grabadas, cuatro días de audiencias de la Comisión de Delitos de Queensland y el examen de 60 testigos.
Cuando O'Connell pronunció sus conclusiones en Bowen el 28 de julio de 2016, llegó a la conclusión de que Hytch había causado efectivamente una lesión mortal a Antonio durante un altercado físico en el que se había "enfurecido" ante el ingenuo engaño de colegiala de Antonio con respecto a su falsa afirmación de que había estado embarazada. O'Connell determinó que Hytch había causado su muerte y que había ocultado su cadáver.
O'Connell declaró: "Se produjo entonces un altercado físico entre ambos. No es difícil en absoluto darse cuenta de que si se produjera un altercado físico entre ellos, el Sr. Hytch, que medía 1,90 m. de altura y era físicamente fuerte y de complexión atlética, podría fácil y rápidamente causar lesiones a Rachel, de complexión ligera (aunque indudablemente en forma) y 1,70 m. de estatura. No haría falta mucha fuerza, deliberada o involuntaria, para que Rachel se viera dominada o sufriera una lesión mortal... Creo que esa tarde se produjo un encuentro entre ambos poco después de las 19 horas y que poco después de esa hora el Sr. Hytch causó una lesión mortal a Rachel y, por tanto, su muerte".
O'Connell declaró que no pudo determinar cómo Hytch se deshizo del cuerpo de Antonio, pero sugirió que podría haberlo enterrado en una tumba poco profunda en algún lugar en las inmediaciones de Kings Beach o podría haber nadado su cuerpo hacia el mar con el uso de una tabla de surf salvavidas donde podría haber dejado el cuerpo, posiblemente lastrado, lo que habría sido una tarea fácil para un surf salvavidas consumado.
O'Connell describió la sangre de Antonio encontrada en las sandalias de arrecife de Hytch como "significativa" y encontró que esto había ocurrido en la noche en que desapareció, lo que indica que había sido gravemente herida, tal vez mortalmente, en las proximidades de Hytch, que no había ofrecido ninguna explicación plausible de cómo había ocurrido.
También rechazó la negación de Hytch de haber tenido una relación con Antonio, declarando: "Rechazo específicamente la negación del Sr. Hytch de que no existiera una relación íntima y personal entre Rachel y él". Como resultado, O'Connell remitió a Hytch al Director de la Fiscalía para que investigara si podía ser acusado de perjurio.
Hytch intentó que se anularan las conclusiones de la investigación, pero no lo consiguió y el Tribunal Supremo las confirmó en abril de 2018.

## Legado
En 2016, el periodista de investigación David Murray, de The Courier-Mail, produjo un podcast de cinco partes sobre el asesinato de Antonio, que había sido contactado por los padres de Antonio, quienes le propusieron escribir un libro sobre su hija después de haber leído su libro sobre el asesinato de Allison Baden-Clay. Por su trabajo en la creación del podcast, Murray fue galardonado con el premio Periodista del Año 2017 en los Premios Clarion de Queensland.
Los padres de Antonio conmemoraron el 25 aniversario del asesinato de su hija en 2023, y siguen buscando respuestas sobre dónde se encuentra el cuerpo de su hija. Se han negado a celebrar un servicio conmemorativo por su hija hasta que sepan dónde están sus restos, pero siempre encienden una vela cada Día ANZAC en memoria de su hija. El padre de Antonio, Ian Antonio, mantiene su creencia de que el cuerpo de su hija fue llevado al vertedero de Bowen, que no fue registrado hasta muchos años después de su desaparición.
El Servicio de Policía de Queensland ofrece actualmente una recompensa de 250 000 dólares a quien proporcione información relacionada con la localización de los restos de Antonio. La recompensa se había ofrecido anteriormente en un intento de atrapar a su asesino, pero se modificó en 2014 al centrarse la atención en la recuperación de los restos de Antonio.

### Otros asesinatos en Bowen
Algo inusual para una pequeña ciudad de Queensland, el probable asesinato de Antonio el 25 de abril de 1998 fue el tercer incidente de este tipo ocurrido aquí en un período de seis meses.
Herbert Edward Murray fue asesinado a tiros en su residencia de East Euri Creek Road, cerca de Bowen, el 13 de noviembre de 1997. Ese asesinato sigue sin resolverse y se ofrece una recompensa de 250 000 dólares por información que conduzca a la condena de los responsables de su muerte.
Diane Mary Angwin fue apuñalada hasta la muerte en su casa de Leichhardt Street, en Bowen, el 2 de diciembre de 1997 por un agresor desconocido. Ese asesinato también sigue sin resolverse y también se ofrece una recompensa de 250 000 dólares por información que conduzca a la condena de los responsables de su muerte.